# Fort Jacques et Fort Alexandre
Fort Jacques et Fort Alexandre constituent une des fortifications du système défensif improvisé par l'empereur Jean-Jacques Dessalines afin de prévenir le retour des Français après l'indépendance de l'île de Haïti.
Les forts sont construits sous la direction du général Alexandre Pétion, au sommet du morne des commissaires à fermathe près de Pétionville.
Les forts sont nommés Alexandre en l'honneur d'Alexandre Pétion et Jacques en l'honneur de Jean-Jacques Dessalines. Le Fort Jacques est achevé en une année et armé de canons et de bombardes. 
Le Fort Alexandre est flanqué de quatre bastions d'angle. Le fort Alexandre est abandonné à la mort de Jean-Jacques Dessalines en 1806.
Depuis le Fort Jacques, on peut voir entièrement la baie de Port-au-Prince ainsi que la plaine du cul-de-sac. 
Le Fort Jacques a été en partie restauré, alors que le Fort Alexandre, qui se trouve à l'est du Fort Jacques, est pratiquement en ruines.
Chaque année, le 18 mai (anniversaire de la création du drapeau haïtien), un pèlerinage, une fête foraine et des concerts de musique sont organisés dans l'enceinte de ces forts.

## Liens  externes
- http://www.lenouvelliste.com/article.php?PubID=&ArticleID=34441